# Симеон Персијски
Симеон је био персијски епископ у 4. веку. 
За време владавине цара Саворија, или Сапора, Симеон је мучен за Христа са два своја презвитера, Авделајем и Ананијом. Пре њих погинуо је и царев евнух Устазан, који се најпре одрекао Христа, а после, дирнут укором светог Симеона, поново исповедио пред царем веру у Христа. На губилиште је са Симеоном изведено још око 1000 хришћана. Симеон се измакао да би био последњи посечен и да би могао храбрити хришћане до краја, да се ниједан не поколеба. Када је презвитер Ананија ставио главу на пањ, уздрхтао је целим телом. А царев пристав, Фусик, који је био потајни хришћанин, почео је храбрити Ананију говорећи: „не бој се старче, затвори очи, и буди мужествен, да би сагледао светлост божанску!" Чим је то рекао позван је као хришћанин и цару оптужен. Цар је и њега ставио на муке, а тако исто и ћерку његову, девицу Аскитреју. На крају је и свети Симеон посечен. Идуће године на Велики Петак је убијен за Христа и царев омиљени евнух Азат и са њим хиљаду других верника. Тада се цар сажалио свога евнуха, и обуставио даље убијање хришћана. Свештеномученик Симеон је убијен 341. или 344. године.
Српска православна црква слави га свештеномученика 17. априла по црквеном, а 30. априла по грегоријанском календару.